# Mentzelia goodrichii
Mentzelia goodrichii är en brännreveväxtart som beskrevs av Robert Folger Thorne och S.L. Welsh. Mentzelia goodrichii ingår i släktet Mentzelia och familjen brännreveväxter. Inga underarter finns listade i Catalogue of Life.